# Vauxbons
Vauxbons é uma comuna francesa na região administrativa de Grande Leste, no departamento de Haute-Marne. Estende-se por uma área de 12,48 km². Em 2010 a comuna tinha 58 habitantes (densidade: 4,6 hab./km²).